# حکمرانی بر اساس قانون برتر

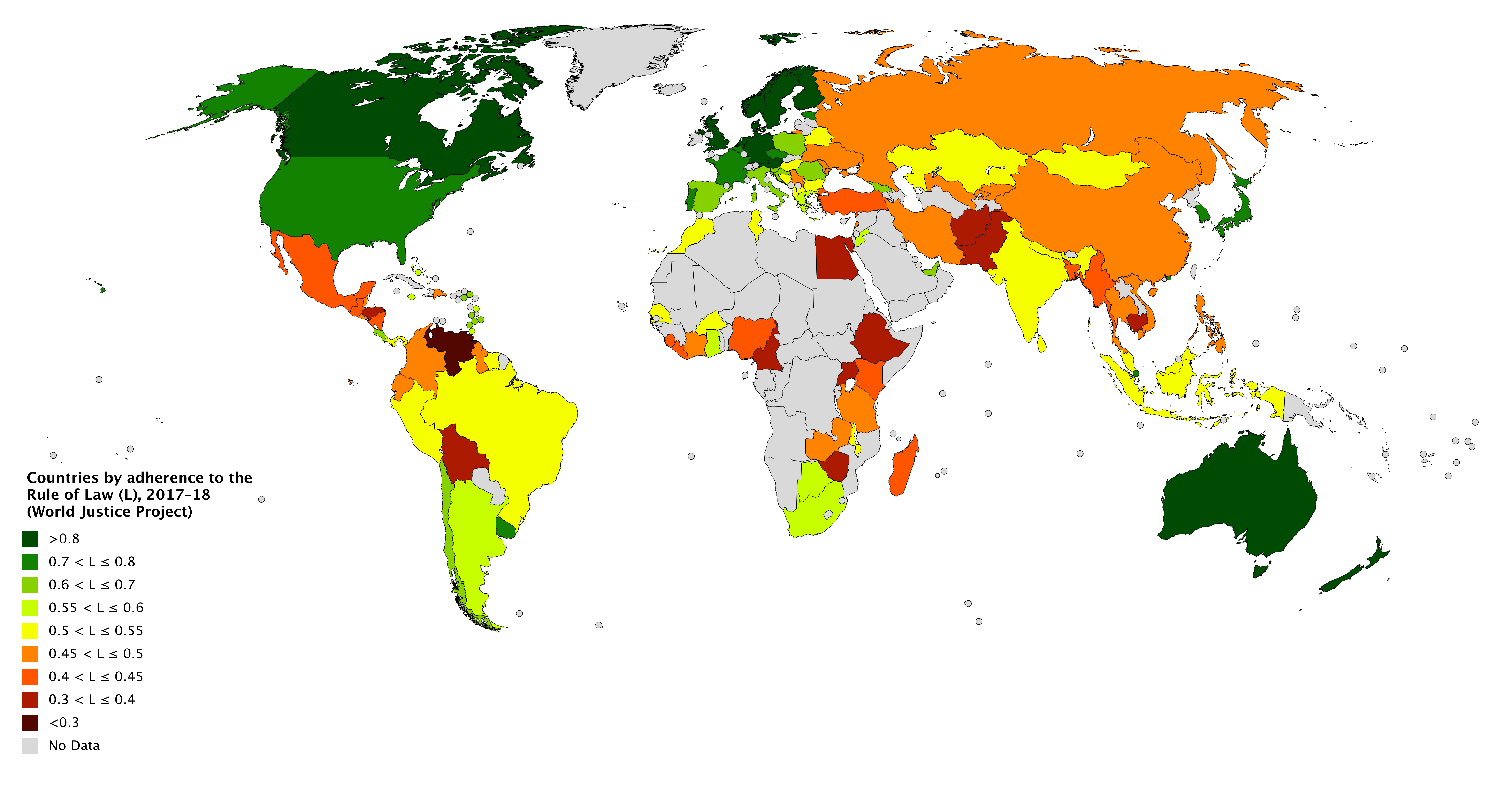

حکمرانی بر اساس قانون برتر (به انگلیسی: Rule according to higher law) یعنی قانونی توسط حکومت اجرا نمی‌شود مگر آنکه با اصول جهانی (نوشته یا نانوشته) اخلاق، انصاف و عدالت مطابقت داشته باشد؛ لذا می‌تواند معیاری برای سنجش درستی و نادرستی تصمیمات اقتصادی و سیاسی یک دولت توسط ناظران، حتی زمانی که در چهارچوب قوانین تصویب شده و مشخص عمل می‌کند، باشد.
ایده قانون برتر و بالاتر از قانون حاکم بر دولت-قاعده بالا دستی- برای اولین بار در دوران پسا امپراتوری روم توسط قانون کلیسای کاتولیک مطرح شد. بر اساس زاویه دید، قانون برتر را می‌توان به عنوان قانون الهی یا ارزش‌های اساسی قانونی، که در حقوق بین‌الملل تعریف شده است، تفسیر کرد.
«وضع قواعد، بر اساس قانون‌عالی» یا «وضع قواعد، بر اساس اصول اخلاقی و عدالت»، بدین معنی است که هیچ قانونی توسط دولت اجرا نمی‌شود، مگر اینکه از اصول خاصی مانند فضایل اخلاقی، نیکی و عدالت پیروی کند؛ بنابراین، «وضع قواعد، بر اساس اصول اخلاقی و عدالت» فرا تر از دولت و خارج از چارچوب نظام سیاسی، می‌تواند به عنوان یک معیار قانونیِ‌عملی برای تصمیم‌گیری‌های سیاسی یا اقتصادی در زمانی که یک دولت نزد افکار عمومی به نقص قوانین و عدالت متهم است یا در زمانی که عملکردش حتی در صورتی که منطبق بر قانون باشد، توسط عموم مردم فریب‌کارانه و ناعادلانه تصور شود، کاربرد داشته باشد.

### بررسی اجمالی
ایده «قانون عدالت نهایی، بالاتر از قانون دولت» - «قانون عالی (قانون برتر)» - ابتدا توسط کلیسای کاتولیک در اروپای پس از انحلال امپراتوری روم مطرح شد.
«قانون عالی» مشمول فضائل اخلاقی و ارزش‌های اساسیِ‌قانونی‌ایی است که در حقوق بین‌الملل تعیین شده.

### مثال‌ها
قبل از جنگ داخلی آمریکا، آفریقایی‌تبارهای آمریکایی به لحاظ قانونی از حقوق و آزادی‌های یکسانی با سفیدپوستان برخوردار نبودند و برده‌داری به‌صورت قانونی در تمام ایالت‌های آمریکا می‌شد. اما به گفته ویلیام اچ. سیوارد - وزیر امورخارجه آبراهام لینکلن - آنچه که عملاً رئیس‌جمهور را مصمم ساخت که برده‌داری را ممنوع کند و برده‌داری را نقض حقوق بنیادی‌اساسی انسان قلمداد کند توجه به «قانون عالی» و برابری انسان‌ها در خلقت و برابر پیشگاه خداوند بود.

### حاکمیت قانون
دکترین حاکمیت قانون، به معنای حاکمیت قانون یا دولت قانون، دولت حق، دولت قانون‌اساسی، حکومت قانون‌اساسی)؛ ابتدا توسط امانوئل کانت، فیلسوف آلمانی، در اواخر قرن ۱۸ معرفی شد. رویکرد کانت بر پایه برتری مشارکت مردم در حکومت و حکومت قانون‌اساسی در کشور است که قانون اساسی آن در پیروی از اصول «قانون عالی» ایجاد شده است. این برتری به معنای تضمین بسط و گسترش عدالت و صلح دائمی است که شرط اصلی آرامش، شادی، رفاه و رشد همه جانبهٔ جوامع است.